# Karviná
Karviná (en polonais : Karwina) est une ville de la région de Moravie-Silésie, en Tchéquie, et le chef-lieu du district de Karviná. Sa population s'élevait à 49 724 habitants en 2024.

## Géographie
Karviná est située à la frontière avec la Pologne, sur la bordure nord des contreforts des Beskides, dans la vallée de l'Olše. Elle se trouve à 21 km à l'est-nord-est d'Ostrava, à 57 km au sud-ouest de Katowice (Pologne) et à 292 km à l'est de Prague.
La commune est limitée par Petrovice u Karviné au nord, par la Pologne à l'est, par Chotěbuz, Albrechtice, Stonava, Horní Suchá et Havířov au sud, et par Orlová, Doubrava et Dětmarovice à l'ouest.

## Histoire
Karviná nait en 1948 de la fusion des bourgs de Fryštát (le centre historique de la ville), Karviná (aujourd'hui Karviná-Doly), Darkov, Ráj et Staré Město, auxquels s'ajoute par la suite Louky nad Olší. Huit pour cent de la population est de nationalité polonaise avec une minorité Rom croissante. Karviná se distingue comme la ville ayant la plus forte proportion de sa population vivant dans des HLM (88 % en 2004).
Dans le passé, l'importance de Karviná était liée à son emplacement stratégique favorable sur la route commerciale reliant l'Autriche-Hongrie aux États baltes, qui en faisait le centre commercial, économique et culturel de la région. Le facteur déterminant qui a influencé le développement de la ville, fut la découverte du charbon dans la seconde moitié du XVIIIe siècle. Grâce au charbon, Karviná a connu une forte industrialisation. La création de la Faculté d'économie de l'Université de Silésie a permis à Karviná de devenir une ville universitaire.

## Administration
La commune se compose de neuf sections :
- Doly
- Fryštát
- Hranice
- Lázně Darkov
- Louky
- Mizerov
- Nové Město
- Ráj
- Staré Město

## Population
Recensements (jusqu'en 2001) ou estimations (à partir de 2013) de la population de la commune dans ses limites actuelles :
| 1869* | 1880*  | 1890*  | 1900*  | 1910*  | 1921*  |
| ----- | ------ | ------ | ------ | ------ | ------ |
| 8 900 | 11 895 | 16 305 | 24 195 | 29 880 | 35 748 |

| 1930*  | 1950*  | 1961*  | 1970*  | 1980*  | 1991*  |
| ------ | ------ | ------ | ------ | ------ | ------ |
| 37 645 | 38 465 | 49 418 | 78 546 | 78 334 | 68 405 |

| 2001*  | 2011*  | 2015   | 2016   | 2017   | 2018   |
| ------ | ------ | ------ | ------ | ------ | ------ |
| 65 141 | 56 897 | 55 985 | 55 163 | 54 413 | 53 522 |

| 2019   | 2020   | 2021*  | 2022   | 2023   | 2024   |
| ------ | ------ | ------ | ------ | ------ | ------ |
| 52 824 | 52 128 | 48 473 | 49 881 | 50 172 | 49 724 |

## Galerie

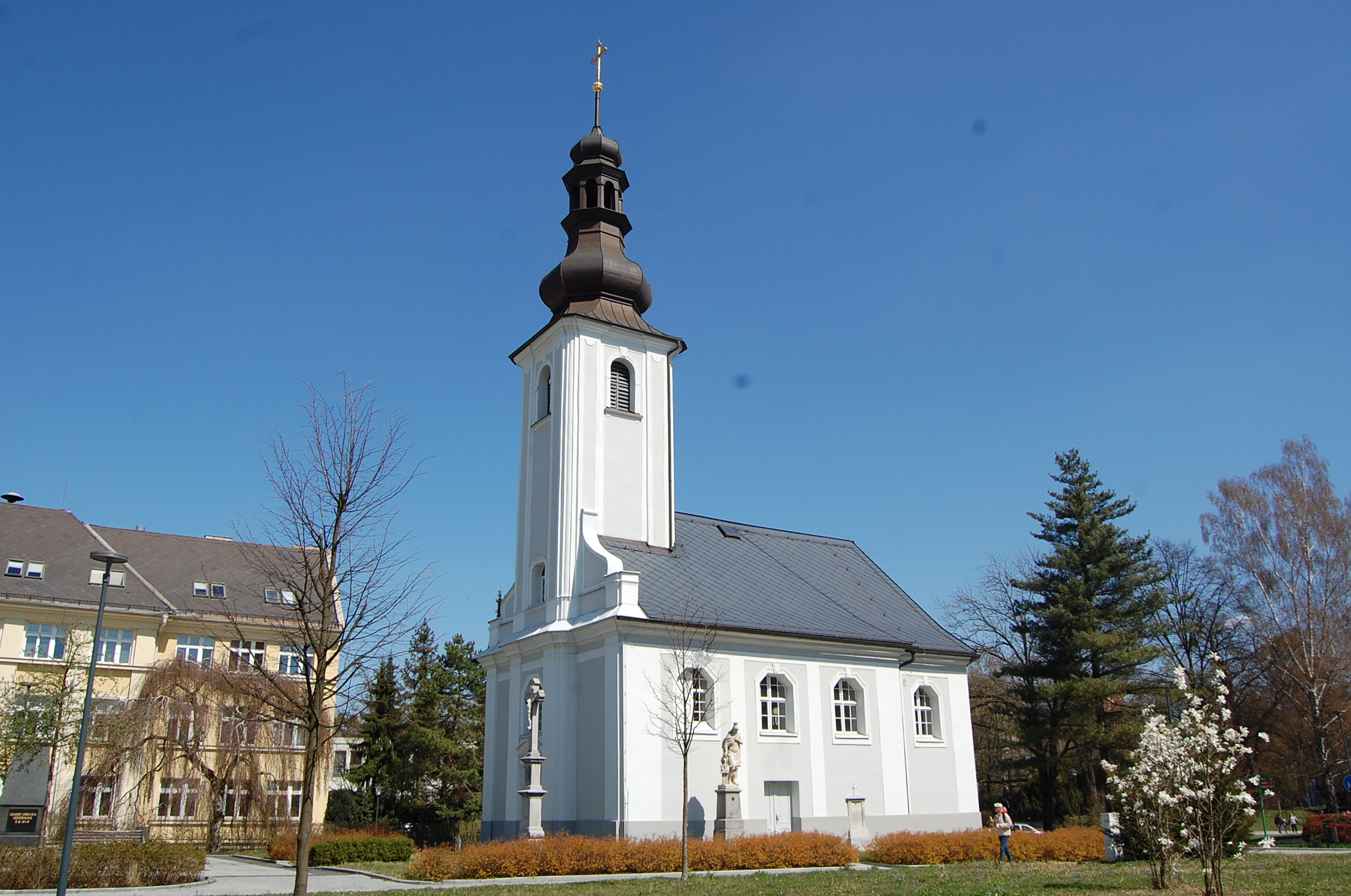
Église Saint-Marc.
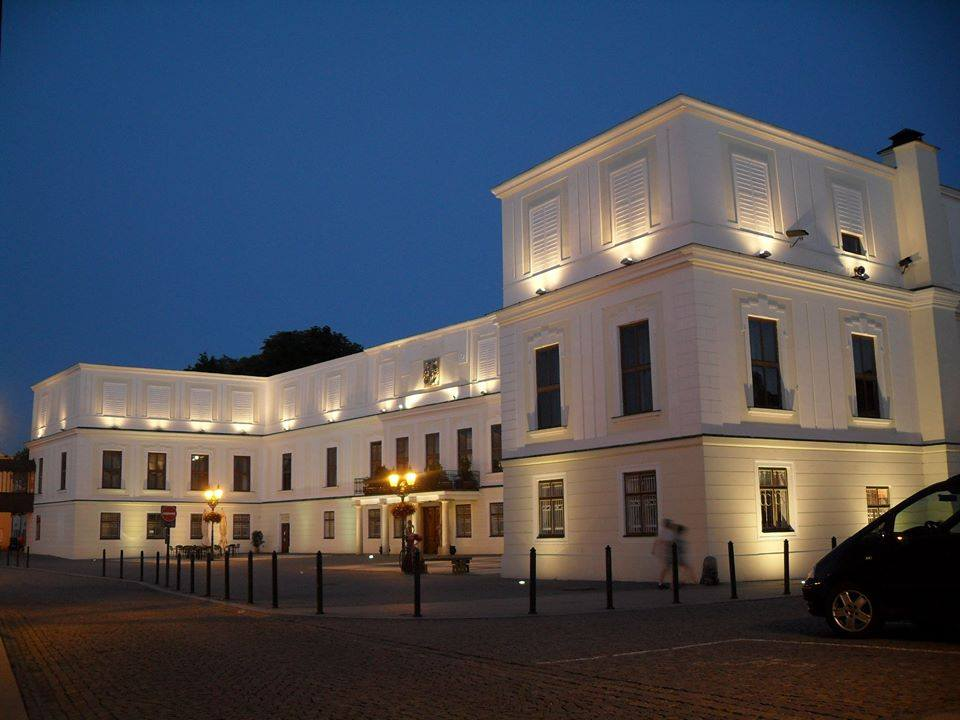
Château de Fryštát.

## Transports
Par la route, Karviná se trouve à 23 km d'Ostrava, à 79 km de Katowice et à 375 km de Prague.

## Personnalités
- Alfred Biolek (1934-2021), artiste et producteur de télévision allemand.
- Dáša Vokatá (née en 1954), auteure-compositrice-interprète tchèque
- Petra Němcová (née en 1979), mannequin et animatrice de télévision
- Radek Štěpánek (né en 1978), joueur de tennis
- Ondřej Lingr (né en 1998), footballeur tchèque

## Jumelages
La ville de Karviná est jumelée avec  :
- Jastrzębie Zdrój (Pologne)
- Jaworzno (Pologne)
- Rybnik (Pologne) depuis le 30 avril 2004
- Wodzisław Śląski (Pologne)
- Kaili (Chine)